# Schlacht von Newburn
Newburn – Marston Moor – Tippermuir – Aberdeen (1644) – Inverlochy (1645) – Lagganmore – Auldearn – Carlisle (1645) – Alford – Kilsyth – Philiphaugh – Aberdeen (1646) – Rhunahaorine Moss – Dunaverty – Mauchline Muir – Preston (1648) – Whiggamore Raid – Stirling (1648) – Inverness (1649) – Inverness (1650) – Carbisdale – Dunbar (1650) – Inverkeithing – Worcester – Tullich
In der Schlacht von Newburn, im 1. Bischofskrieg, versuchte der englische König Karl I., seine Niederlage wettzumachen und wollte die schottischen Covenanters erneut angreifen. Es hatte aber nicht genügend Geld, so waren nur in Berwick-upon-Tweed Truppen zusammengezogen, während an der restlichen Grenze nur wenige zur Verfügung standen.
Dagegen war der schottische General Alexander Leslie ein erfahrener Soldat aus dem Dreißigjährigen Krieg, in welchem er für Schweden gekämpft hatte. Zudem war ein Teil seines Soldes von den Schweden in Kanonen und Musketen bezahlt worden, so dass er eine modern bewaffnete Armee führen konnte.
Die Schotten setzten über den Tweed und marschierten entlang des Tyne in Richtung Newcastle upon Tyne. Dort erwarteten sie 3000 Mann Infanterie und 1500 Mann Kavallerie unter dem Kommando von Edward Conway.
Die Engländer unter dem Kommando von Henry Wilmot befestigten die Furt bei Newburn (auch: Newbourne) mit Kanonen und Gräben, um die Schotten aufzuhalten. Es entspannte sich ein kurzes Gefecht, welches die überlegenen schottischen Waffen für sich entschieden. Leslie hatte die Anhöhe Heddon Law besetzt, aber vor allem die größere Reichweite der schottischen Artillerie entschied den Kampf.
Die englische Armee floh nach kurzer Zeit und gab Newcastle auf. Die Schotten konnten nun Northumberland und Durham besetzen.

## Folgen
Newcastle war der wichtigste Hafen, von dem London mit Kohle versorgt wurde. Damit war die Hauptstadt nun von ihrer wichtigsten Energiezufuhr abgeschnitten. Der König musste nun in Verhandlungen eintreten und so kam es am 26. Oktober 1640 zum Frieden von Ripon.